# Vedanta Desika
Vedanta Desika (* 1268 oder 1269 in Thiruthanka; † 1369 oder 1370 in Srirangam) war ein Guru der Sri Vaishnava des 13. und 14. Jahrhunderts, der vorwiegend im Süden Indiens wirkte.

## Leben
Vedanta Desika (Deutsch Lehrer des Vedanta) oder Venkathanatha, auch Swami Desikan, Swami Vedanta Desikan bzw. Thooppul Nigamaantha Desikan, wurde im Jahr 1268 (oder 1269) bei Thoopul (Thiruthanka) im heutigen Distrikt Kanchipuram von Tamil Nadu geboren. Er war Schüler von Kidambi Acchan, der auch als Athreya Ramanuja bekannt ist und in der Schülernachfolge von Ramanuja stand. Vedanta Desika entwickelte sich seinerseits in der Epoche nach Ramanuja zu einem brillanten Sri Vaishnava. Bereits mit 5 Jahren war er seinem Umfeld durch seine außergewöhnlichen geistigen Fähigkeiten aufgefallen. Ab 7 Jahren wurde er von seinem Onkel mütterlicherseits in den Veden und in den Shastra unterwiesen, die er extrem schnell aufnahm, so dass er bereits zu diesem Zeitpunkt als Reinkarnation von Ramanuja, Nathamuni und Alavandar zusammen angesehen wurde. Später sprach er dann 8 Sprachen Indiens und war gleichzeitig „Gottgeweihter“, Dichter, Philosoph und Lehrmeister. Es wurden über 100 Schriftwerke von ihm verfasst, die der Philosophierichtung des Vishishtadvaita Ramanujas folgen. Die Vaishnava-Sekte der Vadakalai sieht in Vedanta Desika eine Inkarnation der göttlichen Glocke von Venkateswara des Tirumala Tirupati. Als er 21 Jahre erreichte, wurde er mit Thirumangai oder auch Kanakavalli verheiratet und das Paar hatte erst im Jahr 1317 einen Sohn namens Kumara Varadhachariar.

### Stationen
Nach dem Tod seines Onkels und Lehrmeisters ging Vedanta Desika an den Devanatha-Swami-Tempel in Thiruanthipuram bei Cuddalore. Dort hatte er eine sagenumwobene Begegnung mit Hayagriva, der Pferdeinkarnation Vishnus, der vormals Brahma die Veden überreicht hatte und von Vedanta Desika nun in seinem Hayagriva Stotra verehrt wurde. Danach kehrte Vedanta Desika wieder nach Kanchipuram an den Varadharaja Perumal zurück, wo er neben 50 Shloka mehrere Stotra in Sanskrit und in Tamil zum Thema Prapatti (Gottergebenheit) komponierte. Nach einer Zwischenstation am Tirumala Tirupati, eine der 108 göttlichen Tempelstätten (Divya Desam) Vishnus und an der er das wunderschöne Stotra Daya Sathakam dichtete, zog er weiter zu Fuß nach Nordindien und Nepal (Badri, Ayodhdhi, Kaasi). Nach seinem Aufenthalt im Norden wendete er sich wieder nach Süden und kam über Sri Perumpudhur, dem Geburtsort Ramanujas schließlich nach Srirangam, wo er mehrere Jahre blieb. Hier trug er mit Vertretern anderer Sampradaya ein siebentägiges Streitgespräch aus, in dessen Verlauf er die anderen Gelehrten von seinem Standpunkt überzeugen konnte. Die Spaltung innerhalb der Śrīvaiṣṇava-Gemeinschaft in Tamil Nadu, die zur Teilung in die nördliche (Vaṭakalai) und die südliche (Teṉkalai) Schule führte, entstand aus den heftigen theologischen Debatten und Streitigkeiten über Themen wie die Natur der Erlösung, religiöse Hingabe, den göttlichen Status der Göttin Lakṣmī sowie Kasten- und Ritualstrukturen.
Im Jahr 1311 wurde Srirangam von den Moslems, angeführt von ihrem General Malik Kafur, der unter dem Befehl des Sultans von Delhi Ala ud-Din Khalji stand, eingenommen. Vedanta Desika konnte jedoch mit Tempelschriften nach Melukote in Karnataka fliehen. Nach 12 Jahren wurden die Moslems wieder aus Srirangam vertrieben und Vedanta Desika konnte zurückkehren. Von Srirangam aus trat er dann später eine Pilgerreise in den tiefen Süden Indiens an und besuchte mehrere Divya Desam in Kerala und Madurai, unter anderen auch Srivilliputhur.
Vedanta Desika wurde angeblich über hundert Jahre alt und verstarb im Jahr 1369 oder 1370 in Srirangam im Ranganatha-Tempel im Beisein seines Sohnes.

## Werke

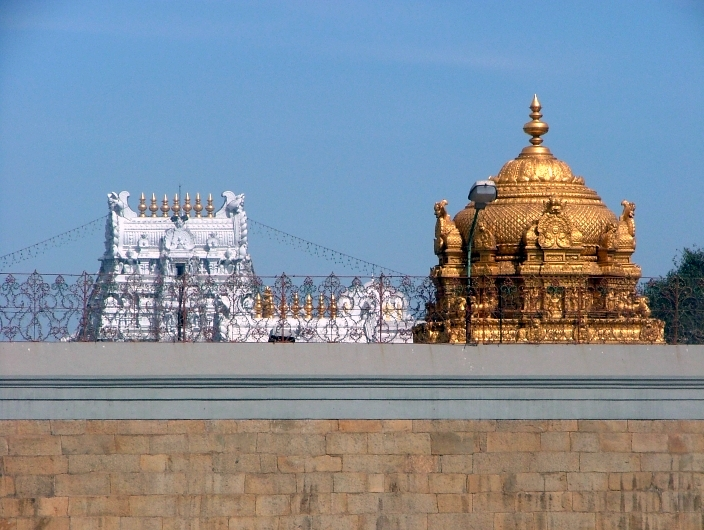
Gopura des Venkateswara-Tempels in Tirumala

Vedanta Desika verfasste unter anderen folgende Werke:
- Sri Stotra Nidhi
- Sri Paduka Sahasram
- Sri Desika Prabandham
- Sankalpa Suryodhayam (Drama)

Sein umfangreiches literarisches Werk (in Sanskrit) enthält insgesamt 29 Stotra (Gedichte), 5 Kavya Grantha, 1 Drama, 32 Rahasya Grantha (esoterische Schriften), 11 Vedanta Grantha, 10 Vyakhyana Grantha (Kommentare), 4 Anusthana Grantha, 13 Grantha unterschiedlicher Natur sowie 24 Prabandham in Tamil.

## Laudatio

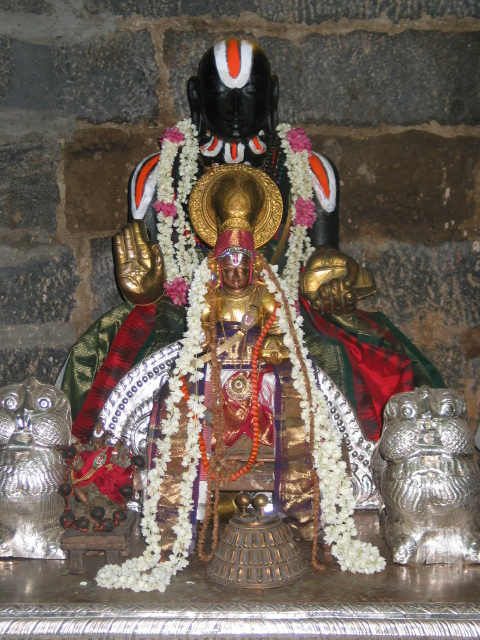
Vedanta Desikan, von zwei Löwen flankiert

Vedanta Desika wird in folgendem Thanian gepriesen:

„rāmānuja-dayā-pātraṁ jñāna-vairāgya-bhūșaṇaṁ
śrimad-venkaṭa-nāthāryaṁ vande vedāntadeśikaṁ“

„Ich grüße den großen Venkata Natha, auch bekannt als Vedanta Acharya – Löwe unter Dichtern und Logikern, geschmückt mit Wissen und Diskretion. Er empfing zurecht die Barmherzigkeit des Athreya Ramanujar, der denselben Namen führte.“

Ein Thanian (auch Thanyan) stellt im Vishnuismus eine Lobpreisung in Versform dar, die einem Acharya von seinem ihn bewundernden Schüler angetragen wird. Dieses Thanian wurde von Brahmatantra Swatantra Jeeyar aus dem Kloster der Parakala Matha im Tamil-Monat Avani verfasst. Es wird vor Beginn der Divya-Prabandham – einer Hymnensammlung der Alvar (Hinduismus) – rezitiert.

## Vazhi Thirunamam
Vazhi Thirunamam sind Grußformeln, die am Ende des Tages zum Ausklang des Divya Prabandham gesungen werden. Ihr Zweck liegt darin, dass die in diesen Tempeln vollzogenen Riten, die von den Acharyas und Ramanuja begründet worden waren, für ewig weiterbestehen.

## Bedeutung
Vedanta Desika ist ein sehr wichtiger Autor für die Geschichte der Indischen Philosophie. Die Ausprägung des Vishishtadvaita Vedanta, einer Schulrichtung des Vedanta, wurde sehr stark von ihm beeinflusst. In dieser Schulrichtung laufen mehrere philosophische Strömungen zusammen:
- Der Standpunkt des Vedanta
- Die Betonung von Purva Mimamsa und Uttara Mimamsa als einheitliches System
- Die Einbeziehung des Pancharatra
- Die Annahme der Theologie der Alwar.

In den ersten beiden Punkten überschneidet sich Vedanta Desika mit seinem Vorgänger Ramanuja, wobei er aber Mimamsa stärker betont, im dritten Punkt stimmt er mit Yamunacharya (Alavandar) überein und im vierten natürlich mit den Alwar. Was ihn jedoch charakterisiert ist seine reibungslose Synthese dieser vier Systeme, die er mittels Mimamsa miteinander verflechtet. So unterstreicht Vedanta Desika die einheitliche Lehre (aikashastrya), der Purva und Uttara Mimamsa zugrunde liegen und macht sie seinerseits zu seinem Model für Erweiterungen am Vishishtadvaita Vedanta. Dem ganz ähnlich benutzt er eine Mimamsa-Herangehensweise an vedische Shakha-Rezensionen, um mit den in verschiedenen Pancharatra Samhitas dargelegten unterschiedlichen Standorten klarzukommen.
Eines der Leitelemente in der Synthese Vedanta Desikas ist seine provedische Einstellung und seine daraus resultierende Bevorzugung des Purva-Mimamsa, womit er die antivedischen Tendenzen innerhalb des Vaishnavatums abschwächen wollte. Seine provedische Einstellung ist wahrscheinlich auch der Grund für seine Verehrung Hayagrivas. Zuvor wurde Hayagriva nur als untergeordneter Avatara Vishnus angesehen, Vedanta Desika verehrte ihn jedoch mit einem eigenen Stotra. Der Grund, warum er Hayagriva als seine bevorzugte Inkarnation Gottes betrachtete, dürfte vor allem in seinem intellektuellen Wesen liegen. Für ihn war Hayagriva eine perfekte Verbindung des vedischen Purva Mimamsa mit devotioneller Gottergebenheit.
Vedanta Desika kommt auch eine Hauptrolle in der Aufspaltung der Vaishnavas in eine Richtung der Vatakalai und der Tenkalai zu, auch wenn die tatsächliche Spaltung erst lange nach ihm erfolgte. Die beiden Richtungen unterscheiden sich durch soziologische als auch durch doktrinelle Elemente. Die Tenkalai betonen die Doktrin des Ekayanaveda sowie den Vorrang der Gnade Gottes gegenüber dem freien Willen der individuellen Seele, wohingegen die Vatakalai den freien Willen hervorheben. Obwohl Vedanta Desika eine Synthese in dieser Spannung zu finden suchte, wird er samt seiner Theologie und Philosophie jetzt dennoch von den Vatakalai als ihr geistiger Urheber in Beschlag genommen.

### Haltung gegenüber dem Buddhismus
Vedanta Desika war ein strenger Gegner der buddhistischen Theorie der Vergänglichkeit allen Seins. Dem gegenüber setzte er das aus dem Mimamsa stammende Argument des Wiedererkennens (Pratyabhijna). Die Fähigkeit, uns an Gegenstände zu erinnern und sie auch wiederzuerkennen, impliziert ihre Beständigkeit. Dieser Streitpunkt ist von zentraler theologischer Bedeutung. Wäre nämlich alles vergänglich und nur für einen kurzen Moment existent, so gäbe es weder ein dauerhaftes Selbst noch einen ewigen Gott.

### Ontologie
In seinem Nyayaparishuddhi behandelt Vedanta Desika fundamentale ontologische Themen, die seine unterschiedliche Position gegenüber der Lehrmeinung des Nyaya-Vaisheshika verdeutlichen. Letztere propagiert in ihrem Nyayasutra ein Schema der Dreiteilung der Wirklichkeit in Dravya (Substanz), Guna (Eigenschaft) und Karma (Handlung), wobei Substanz das Substrat für die beiden anderen bildet. Hierin erkennt Vedanta Desika zwei Schwierigkeiten. Einerseits bedeutet der radikale Unterschied zwischen Substanz und Eigenschaft für Vertreter des Nyaya, dass der Vorgang des Moksha (Befreiung) die Verbindung des Atman (Selbst) eines jeden individuellen Wesens zu sämtlichen Attributen wie beispielsweise zu physischen Leiden oder gar zum Bewusstsein abreißen lässt. Andererseits wiederum konnte Vedanta Desika eine dergeartete Abtrennung des Bewusstseins vom individuellen Selbst oder gar von Gott nicht akzeptieren. Überdies würde gemäß der Sichtweise des Nyaya sogar Gott eine Substanz darstellen und wäre damit prinzipiell von seinen Attributen abtrennbar. Eine andere Schwierigkeit hatte er in Hinsicht der Theologie des Vishishtadvaita Vedanta. Eine der Hauptdoktrin waren seit den Anfängen des Pancharatra die Manifestationen Vishnus (Vibhuti), die von ihm ausgehen und daher von ihm abhängig sind. Ihre gleichzeitig göttliche und daher ebenfalls ewige Natur lässt sich aber mit einer Unterteilung der stofflichen Welt in ewige und vorübergehende Substanzen nicht in Einklang bringen.
Vedanta Desika begründete letztendlich keine eigene neue Ontologie, sein Verdienst ist es aber, mittels seiner eigenen Klassifikationen die Problematiken des Nyaya herausgearbeitet zu haben.

### Kosmologie
Vedanta Desikas Kosmologieverständnis wird vom Begriff der Wiederkehr beherrscht. In seiner Sicht wurde das Universum nicht «e nihilo», d. h. aus dem Nichts erschaffen. Ganz im Gegenteil, laut Vedanta Desika ist der Kosmos eine Absonderung Gottes und daher gleich ihm unvergänglich. Wiederkehrenden Zerstörungen (vilaya) und Neuentstehungen begegnet er mit dem Argument, dass selbst während der Zerstörung alles in subtiler Form (sukshma) weiterbesteht und weder individuelles Karma noch die Veden oder irgendein anderer weltlicher Aspekt verloren geht. Das Konzept der Schöpfung aus dem Nichts ist eine typisch jüdisch-christliche Vorstellung. Daher sah sich Vedanta Desika auch nicht genötigt auf den Einwand einzugehen, dass ein von Gott abgesondertes, immerwährendes Universum eine Beschränkung dessen Allmacht in Raum und Zeit darstelle.